# اگزاتومید
اگزاتومید یا اکساتومید که با نام تجاری Tinset فروخته می‌شود، یک آنتی‌هیستامین از خانواده دی‌فنیل‌متیل‌پیپرازین است که در اروپا، ژاپن و تعدادی از کشورهای دیگر به بازار عرضه می‌شود. در سال ۱۹۷۵ در جانسن فارماسیوتیکا کشف شد. اکساتومید فاقد هرگونه اثر آنتی‌کولینرژیک است. علاوه بر مسدود کردن گیرنده H1، فعالیت آنتی‌سروتونرژیک مشابه هیدروکسیزین نیز دارد.
این دارو در سال ۱۹۷۶ ثبت اختراع شد و در سال ۱۹۸۱ مورد استفاده پزشکی قرار گرفت.

### سنتز

سنتز اگزاتومید: